# Mi-jün

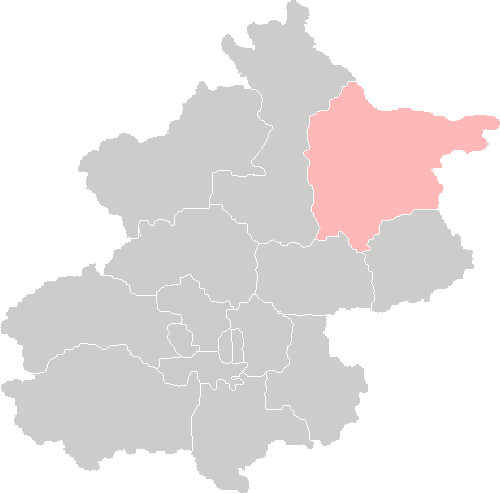
Poloha Mi-jünu na mapě Pekingu

Okres Mi-jün (čínsky v českém přepisu Mi-jün sien, pchin-jinem Mìyún Xiàn, znaky zjednodušené 密云县, tradiční 密雲縣) je jeden z okresů v Pekingu, hlavním městě Čínské lidové republiky. Leží na severovýchod od historického centra tvořeného obvody Tung-čcheng a Si-čcheng, má rozlohu 2 227 čtverečních kilometrů a v roce 2000 v něm žilo 420 019 obyvatel.